# 클라라 모로니

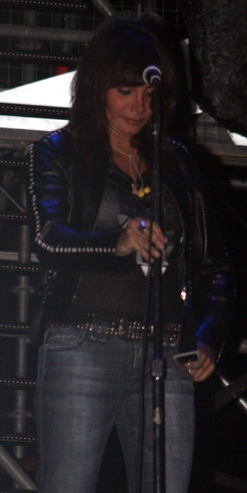

클라라 모로니(Clara Moroni)는 1964년 11월 3일에 태어난 이탈리아 출신의 유명가수이다. 그녀는 1986년도에 록그룹인섹스 피스톨즈의 영향을 받아 록 가수의 길을 걷다가, 유로비트계로 진입하여 유로비트의 대표 레코드중 하나인,델타 레코드를 세우기에 이른다.

## 개요
그녀는 1987년도에 이탈리아의 타임 레코드에서 록장르의 앨범을 발매한다. 그러나 그녀의 프로듀서였던 마우로 파리나는,그녀의 보컬성향이 디스코 계에 알맞을 것을 예상하여, 91년도에 Jenny Kee 명의로 그녀를 데뷔시킨다. 그러나 그녀는 활동 초창기에 이렇다 할 성과를 거두지 못하며, 록장르와 유로비트 장르 사이에서 갈등을 시작한다.그러던 그녀의 앞에 나타난 구원의 길이 열렸던 것이 바로 델타 레코드의 설립이다.그렇게 그녀는, 1995년도에,당대 유명 프로듀서였던 타임 레코드의 페르난도 보니니와 로랑 젤메티,그리고 A Beat-C 의 주요 프로듀서였던 안드레아 레오나르디와 같이 델타를 창립한다. 그렇게 델타를 창립한 모로니는,Cheery라는 새 명의로 다시금 데뷔하여서,Yesterday등의 명곡을 부르기에 이른다. 그 이후에는,본국인이탈리아에서 록가수의 활동을 재시작하며,그 유명세를 떨치고 있다.

## 유로비트계에서의 활동
일단 앞에서 말했듯이,그녀는 91년도에 Jenny Kee 명의의 Hot Love를 발표하고 여러 가지 곡들을 타임 레코드와 아시아 레코드(사이팜)에서 발표를 하다가 95년도에 델타를 세움과 동시에 Cheery명의로 Yesterday를 발표하였다. 그 후에는 Leslie Parrish 명의로 "Remember Me와,"Killing My Love"등의 곡을 발표한다.현재 그녀의 유로비트 최신곡은 슈퍼 유로비트 225집에 수록된 Fairly Tail 정도가 있다.

### 발표곡
Cherry
- Yesterday (Extended Mix)6:41
- Yesterday (Big Hall)2:35
- Yesterday (Bonus Track)1:30
- Yesterday (Playback Version)3:45
- Round & Round (Extended Mix)5:49
- Round & Round (Jungle Version)3:41
- Round & Round (F.M. Version)2:55
- Round & Round (Playback Version)3:22
- Give Me The Night (Extended Mix)6:04
- Give Me The Night (F.M. Version)2:25
- Give Me The Night (Playback Version)2:25
- Give Me The Night (Acappella)1:04
- Christmas Without You
- Fell Like Dance
- When I Close My Eyes (Extended Mix)5:31
- When I Close My Eyes (Bonus Track)1:00
- When I Close My Eyes (F.M. Version)3:15
- When I Close My Eyes (Playback Version)2:36
- Too Cool To Fall In Love (Extended Mix)5:30
- I Don't Wanna Go (Extended Mix)5:52
- Take Me To Your Heart (Extended Mix)
- DJ Bamm! Bamm! Play The Boom Boom! (Extended Mix)5:54
- Blink Blink (Extended Mix)
- My Loverboy (Extended Mix)5:10
- Sing Song (Extended Mix)5:13

Leslie Parrish
- Killing My Love (Extended Mix)6:18
- Killing My Love (Acappella)1:00
- Killing My Love (F.M. Version)2:37
- Killing My Love (Playback Version)2:37
- Killing My Love (Bonus Track)2:25
- Heart Of Stone (Extended Mix)5:17
- Heart Of Stone (Accapella Version)1:02
- Save Me (Extended Mix)5:36
- Save Me (Bonus Track)2:11
- Save Me (Acappella Version)1:00
- Save Me (F.M. Version)2:28
- Save Me (Playback Version)2:28
- Remember Me (Extended Mix)5:21
- Remember Me (Acappella)0:54
- Remember Me (I Love "Delta" Mini-Mix)3:34
- Remember Me (Radio Version)2:43
- You Got Me Spellbound (Extended Mix)
- Dedicated To You (Extended Mix)5:17

I Say No (Extended Mix)5:35

#### 지명도
유로비트 계에서 그녀의 지명도를 한마디로 말하라고 한다면,말이 필요없을 정도로 엄청난 인기와 리스너들을 확보했다.
그리고 그녀의 많은 곡들은 이니셜D시리즈와 비트매니아 시리즈, 댄스댄스 레볼루션 등의 유명한 게임과 애니메이션에 수록되었다.

## 록가수로서의 활동
록 가수로써의 입지도도 제법 괜찮은 편인데,본국인 이탈리아의 락 리스너들도 어느정도 그녀를 알고있는 상황이다.
그녀는,1999년도에 EMI뮤직 이탈리아에서 락 가수로써의 활동을 재시작하다가, 2005년도에 DMI(델타레코드)로 다시 옮겨서
활동중이다.현재 그녀는,새 앨범준비를 하고 있으며,최근 개최한 2013년의 연말 콘서트를 무사히 끝내었다.

### 발표곡
- Chi Ha Paura Di Chi
- Mare Che Respira
- Sogni Che (Down In L.A.)
- Mi Manchi Tu
- Che Si Fa
- Dove Cadono Le Nuvole
- Quando Suoneranno Gli Stones
- Motel Proxima
- Vivo
- Ten Worlds 4:26
- Freedom 5:03
- I Need Your Love 4:11
- You Got The Rainbow 4:21
- The Digital Wheel 3:44
- Movin' On 4:00
- Dream About You 4:20
- I Feel You 4:24
- Jesus Children Of America 4:32
- Every Single Day 10:30
- Gimme Little Sign 3:19
- I Need Your Hands 3:30
- Motel Proxima(Pop Remix) 4:00
- Mare Che Respira 3:59